# Uilke Hoekema
Uilke Oeki Hoekema est un ancien footballeur néerlandais, né le 28 janvier 1959 à Leeuwarden (Pays-Bas).

## Biographie

### Carrière en club
Oeki Hoekema commence le football dans sa Frise natale avec le SC Cambuur. Il évolue dans plusieurs clubs professionnels néerlandais, comme attaquant, le plus souvent sur l'aile droite. Avec le PSV Eindhoven, il joue cinq matchs en Coupe de l'UEFA, inscrivant deux buts.
De 1974 à 1976, il s'expatrie en Belgique où il porte le maillot du Lierse. Il dispute la finale de la Coupe de Belgique 1976, perdue 4-0, contre Anderlecht. Il joue 63 matchs en première division avec Lierse, inscrivant 28 buts.
Oeki rentre ensuite au pays et termine sa carrière là où elle avait commencé. Le bilan de sa carrière en championnat s'élève à 394 matchs joués, pour 115 buts marqués.

### Carrière internationale
Hoekema est capé une fois pour la sélection Oranje, lors d'un match éliminatoire pour l'Euro 1972, contre le Luxembourg, le 17 novembre 1971. Il inscrit l'un des huit buts néerlandais.

#### Pétition
Lors des éliminatoires de la Coupe du monde 1978, Oeki Hoekema est un des initiateurs d'une pétition réclamant le boycott de la phase finale prévue en Argentine alors sous le joug de la dictature militaire de Jorge Videla. Malgré l'appui d'une star comme Johan Cruijff, la démarche n'aboutit pas. Les Pays-Bas prennent part au mondial et s'y inclinent en finale contre le pays organisateur.

## Palmarès de joueur
- Finaliste de la Coupe de Belgique en 1976 avec le K. Lierse SV.

## Après le football
Une fois sa carrière de joueur terminée, Hoekeman devient importateur de bois norvégien. En 2002, il est brièvement manager du SC Cambuur, mais renonce rapidement car il ne peut concilier ce job avec son autre travail.